# Майоркська тайфа
Майоркська (Балеарська) тайфа (ісп. Taifa de Denia; араб. طائفة دانية‎) — в 1076–1116 і 1146—1203 роках ісламська монархічна держава на Піренейському півострові зі столицею в місті Мадина Маюрка. Арабською — емірат Маюрка.

## Історія
З 1014 року, коли Кордовський халіфат вступив у заключну фазу свого розпаду Балеарські острови опинилися під владою денійських емірів. Острови Майорка, Ібіца і Менорка стали базами для нападу на християнські держави в Західному Середземномор'ї.
З 1044 року починається ослаблення денійської тайфи, чим у 1050 році скористався аль-Аглаб, валі Майорки, що став напівнезалежним правителем. 1076 року його син Абдаллах ібн аль-Муртада ібн Аглаб після захоплення Денії військами Сарагоської тайфи офіційно відкоремився й став самостійним володарем.
З кінця 1080-х років острови тайфи поступово перетворюються на потужні піратські бази, звідки здійснюються масштабні напади на християнські міста. Отриманні кошти за полонених та продаж рабів дозволив розбудувати міста та сприяв економічному піднесенню тайфи.
З початку 1100-х років графи Барселону і Провансу, юдикти Сардинії, Пізанська і Генуезька республіки поступово організують спротив піратським нападам. Зрештою у 1114—1116 рокам Майорці, Менорці і Ібіці було завдано потужних ударів, внаслідок чого емір Абу'л-Рабі Сулейман визнав зверхність барселонського графства. Але невдовзі його було повалено й встановлено владу Альморавідів.
Загальне ослаблення держави Альморавідів з початку 1140-х років призвело до відокремлення Балеарських островів, де владу захопив рід Ганіїдів. Втім уже 1147-го виникає загроза з боку Альмохадів, що вдерлися на Піренейський півострів. Водночас з огляду на складну зовнішньополітичну ситуацію відбувається зближення з Генуезькою республікою. Разом з тим починаються перемовини з Альмохадами.
У 1180-х роках внаслідок декількох повстань та заколотів тайфа значно ослабла. Цим скористалися Альмохади, що захопили Балеарські острови. У 1212 році після поразки альмохадського війська у битві битві при Навас-де-Толосі валі островів Абу Ях'я ат-Тінмалалі став фактично незалежним. Втім 1229 року внаслідок військової кампанії тайфу підкорило Арагонське королівство. 
Втім спротив мусульман до 1232 року довзолив утворити Менорську тайфу, яка втім визнала зверхність королівства Арагон.

## Еміри
- Абдаллах ібн аль-Муртада ібн Аглаб (1076—1093)
- Мубашир Насир ад-Даула (1093—1114)
- Абу'л-Рабі Сулейман (1114—1116)
- Альморавіди
- Мухаммад I (1146—1155)
- Ісхак (1155—1183)
- Мухаммад II (1183—1184), вперше
- Алі (1184—1185)
- Мухаммад II (1185), вдруге
- Ташфін ібн Ісхак (1185—1187)
- Мухаммад II (1187), втретє
- Абдаллах ібн Ганія (1187—1203)